# Grote mierklauwier
De grote mierklauwier (Taraba major) is een zangvogel uit de familie Thamnophilidae (miervogel). Het is het enige lid van het geslacht Taraba (monotypisch).

## Kenmerken
De grote mierklauwier is een grote en onderscheidende vogel, meestal 20,3 cm lang en weegt 56 g. Het heeft een kam, zware snavel, en briljante rode ogen. Het volwassen mannetje heeft zwarte bovendelen, met twee witte ringen en witte buik. Er is een witte dorsale normaal verborgen vlekje behalve in gevaar; jonge mannen zijn vergelijkbaar met de volwassen, maar dunne vleugeldekveren. Het vrouwtje heeft een rijke dunne bovenkant en witte onderkant.

## Leefwijze
De vogel voedt zich met insecten en andere geleedpotigen. Het zal ook kleine hagedissen en zoogdieren eten.

## Voortplanting
Het wijfje legt twee, soms drie, grijs-gemarkeerde witte eieren in een diep nest in een struik, die worden uitgebroed door beide seksen voor 14 dagen van het uitkomen. De kuikens vliegen uit binnen 12 dagen.

## Verspreiding en leefgebied
De grote mierklauwier komt voor van het zuiden van Mexico tot het noorden van Argentinië. Deze vogel leeft vooral in en bij struikgewas, cacaobomen en citrusplanten en soms in tuinen, met een voorkeur voor dichte ondergroei. Hij is meestal te vinden als territoriale paren. 
Deze soort telt tien ondersoorten:
- T. m. melanocrissus: van zuidoostelijk Mexico tot westelijk Panama.
- T. m. obscurus: van westelijk Costa Rica tot noordelijk Colombia.
- T. m. transandeanus: zuidwestelijk Colombia, westelijk Ecuador en noordwestelijk Peru.
- T. m. granadensis: noordelijk en centraal Colombia en noordwestelijk Venezuela.
- T. m. semifasciatus: oostelijk Colombia, zuidelijk en noordoostelijk Venezuela, de Guyana's en noordoostelijk en centraal Brazilië.
- T. m. duidae: Cerro Duida (in het zuiden van Venezuela).
- T. m. melanurus: het westelijk Amazonebekken.
- T. m. borbae: westelijk-centraal Brazilië bezuiden de Amazonerivier.
- T. m. stagurus: oostelijk en noordoostelijk Brazilië.
- T. m. major: oostelijk Bolivia, Paraguay, zuidelijk Brazilië en noordelijk Argentinië.

## Status
De grootte van de populatie is in 2019 geschat op 5-50 miljoen volwassen vogels. Op de Rode lijst van de IUCN heeft deze soort de status niet bedreigd.